# Фокеев, Евгений Иванович
Евгений Иванович Фокеев — советский хозяйственный, государственный и политический деятель.

## Биография
Родился в 1909 году в селе Уваровка. Член ВКП(б) с 1939 года.
С 1928 года — на хозяйственной, общественной и политической работе. В 1928—1969 гг. — рабочий на спиртзаводе, штукатур, фрезеровщик на машиностроительном заводе в Люберцах, представитель ВВС на заводе имени Лепсе, парторг и секретарь парткома, директор завода имени Лепсе, второй, первый секретарь Кировского горкома КПСС, на партийной работе в Челябинской и Курской области РСФСР.
Избирался депутатом Верховного Совета РСФСР 4-го созыва.
Умер в 1980 году.